# NGC 7800
NGC 7800 ist eine Irreguläre Galaxie vom Hubble-Typ Im im Sternbild Pegasus am Nordsternhimmel. Sie ist schätzungsweise 85 Millionen Lichtjahre von der Milchstraße entfernt und hat einen Durchmesser von etwa 55.000 Lj.
Das Objekt wurde am 24. Dezember 1783 von William Herschel entdeckt.